# Leda y el cisne (Uffizi)
Leda y el cisne es una pintura al óleo y resina sobre madera (130 x 77,5 cm) de un pintor leonardesco, quizás Francesco Melzi, datable alrededor de 1505 - 1507 y conservada en la Galería Uffizi de Florencia. Es una de las mejores copias de la Leda perdida de Leonardo da Vinci. Al haber ingresado en la Galería Uffizi procedente de la colección Spiridon suele ser conocida como Leda Spiridon, para distinguirla de otras copias del cuadro perdido de Leonardo que han llegado a nuestros días.

## Historia
La obra proviene probablemente de la colección Gualtieri dell'Aquila y, después de varias vicisitudes, ingresó en los Uffizi en 1989 desde la colección Spiridon. Junto con la versión que se conserva en la Galería Borghese de Roma y la de Wilton House (Reino Unido), se considera el trabajo más cercano al original perdido de Leonardo. Dadas las variantes y el gran número de réplicas antiguas que existen, el especialista en la obra de Leonardo Frank Zöllner opina que cabe pensar que el propio maestro podría haber ejecutado en cartón desde el principio determinadas composiciones como la Leda "del que sus discípulos y colaboradores realizaron posteriormente diversas variantes." Se menciona en marzo de 1671 un cartón de gran formato original de Leonardo con el tema de Leda y el cisne en la colección Arconati de Milán. En esa misma colección se encontraba en esas mismas fechas otro famoso cartón de Leonardo que ha llegado hasta nuestros días: el llamado Cartón de Burlington House. En cualquier caso, la Leda y el cisne de la Galería Uffizi, además de bien conservada, es "una obra de extraordinaria calidad".
En cuanto a la atribución, Berenson consideró la obra como autógrafa de Leonardo, pero la crítica de hoy apunta a un trabajo realizado por algún discípulo, tal vez Francesco Melzi (Hoogewerff, 1952), con una posible colaboración de Joos van Cleve para el paisaje. La datación generalmente se asigna al final de la estancia milanesa de Melzi, antes de partir con el maestro a Francia. 
Otros nombres propuestos son Cesare da Sesto o un discípulo de Leonardo al que los documentos llaman «Ferrando Spagnuolo, dipintore» («Fernando español, pintor») y que colaboró con el maestro en 1505 en la pintura del fresco de La batalla de Anghiari en Florencia. Este "Fernando Spagnuolo" se ha identificado habitualmente con Fernando Yáñez de la Almedina, si bien también se ha sugerido que pudiera tratarse de Hernando de los Llanos.

## Descripción y estilo
La representación muestra a una sensual Leda abrazada al cisne, personificación de Zeus, con una corona de flores alrededor del cuello. 
A los pies de la mujer, los dos huevos de los que, según algunas versiones del mito, habrían nacido las hermanas Elena y Clitemnestra y los gemelos Castor y Pólux . En comparación con otras versiones, la pintura muestra una mayor riqueza en el fondo, con una atención notable en la descripción de las hierbas y flores del prado, y un sabor de ascendencia nórdica en la visión de una cueva cubierta de vegetación y en el paisaje del lago con una ciudad. Típicamente leonardesco es el detalle de las montañas escarpadas, casi invisibles por la niebla, que marca la distancia espacial según la técnica de la perspectiva aérea.